# U 27 (U-Boot, 1914)
U 27 war ein U-Boot, das für die deutsche Kaiserliche Marine gebaut wurde.

## Bau und Indienststellung
Das Boot war ein sogenanntes Zweihüllenboot, welches als Hochseeboot in einem Amtsentwurf konzipiert wurde. Der Auftrag zum Bau dieses U-Bootes wurde am 19. Februar 1912 der Kaiserlichen Werft in Danzig erteilt. Der Stapellauf erfolgte am 14. Juli 1913. Die Indienststellung erfolgte am 8. Mai 1914 unter dem Kommando von Oberleutnant zur See, später Kapitänleutnant Bernd Wegener, welcher beim Untergang von U 27 starb.

## Technik
Das U-Boot war 64,7 m lang, 6,32 m breit und hatte einen Tiefgang von 3,48 m sowie eine Verdrängung von 669 Tonnen über und 864 Tonnen unter Wasser. Die Besatzung bestand aus 35 Mann, wovon vier Offiziere waren. Die Maschinen für die Überwasserfahrt waren zwei Sechs-Zylinder-Viertakt Dieselmotoren von MAN mit zusammen 1.471 kW (2.000 PS). Zur Unterwasserfahrt kamen zwei AEG-Doppel-Modyn-Elektromotor mit 880 kW (1.200 PS) zum Einsatz. Damit waren Geschwindigkeiten von 16,7 kn (über Wasser) bzw. 9,8 kn (unter Wasser) möglich. Der Aktionsradius betrug bis zu 8420 NM bei Überwasserfahrt. Bei getauchter Fahrt mit 5 kn wurden 85 NM erreicht bei einer maximalen Tauchtiefe von 50 Meter. Als Höchstgeschwindigkeit in aufgetauchter Fahrt werden 16,7 kn angegeben, getaucht 9,8 kn. Die sechs mitgeführten Torpedos konnten über zwei Bug- und zwei Heckrohre verschossen werden, ebenso waren zwei L/30 8,8-cm-Schnellfeuergeschütze eingebaut.

## Einsätze und Verbleib
U 27 unternahm insgesamt zehn Feindfahrten, auf denen es neun Handelsschiffe mit einer Gesamttonnage von 29.402 BRT versenkte. Nach anderen Quellen waren es zwölf Schiffe mit einer Gesamttonnage von 37.445 BRT.
Zu Beginn des Ersten Weltkriegs konnte Wegener drei Erfolge gegen Kriegsschiffe der Royal Navy erzielen. Am 18. Oktober 1914 versenkte U 27 das britische U-Boot E 3 und am 31. Oktober 1914 das britische Flugzeugmutterschiff Hermes (5.600 BRT).
Zudem gelang am 11. März 1915 die Versenkung des britischen Hilfskreuzers Bayano (5.948 BRT).

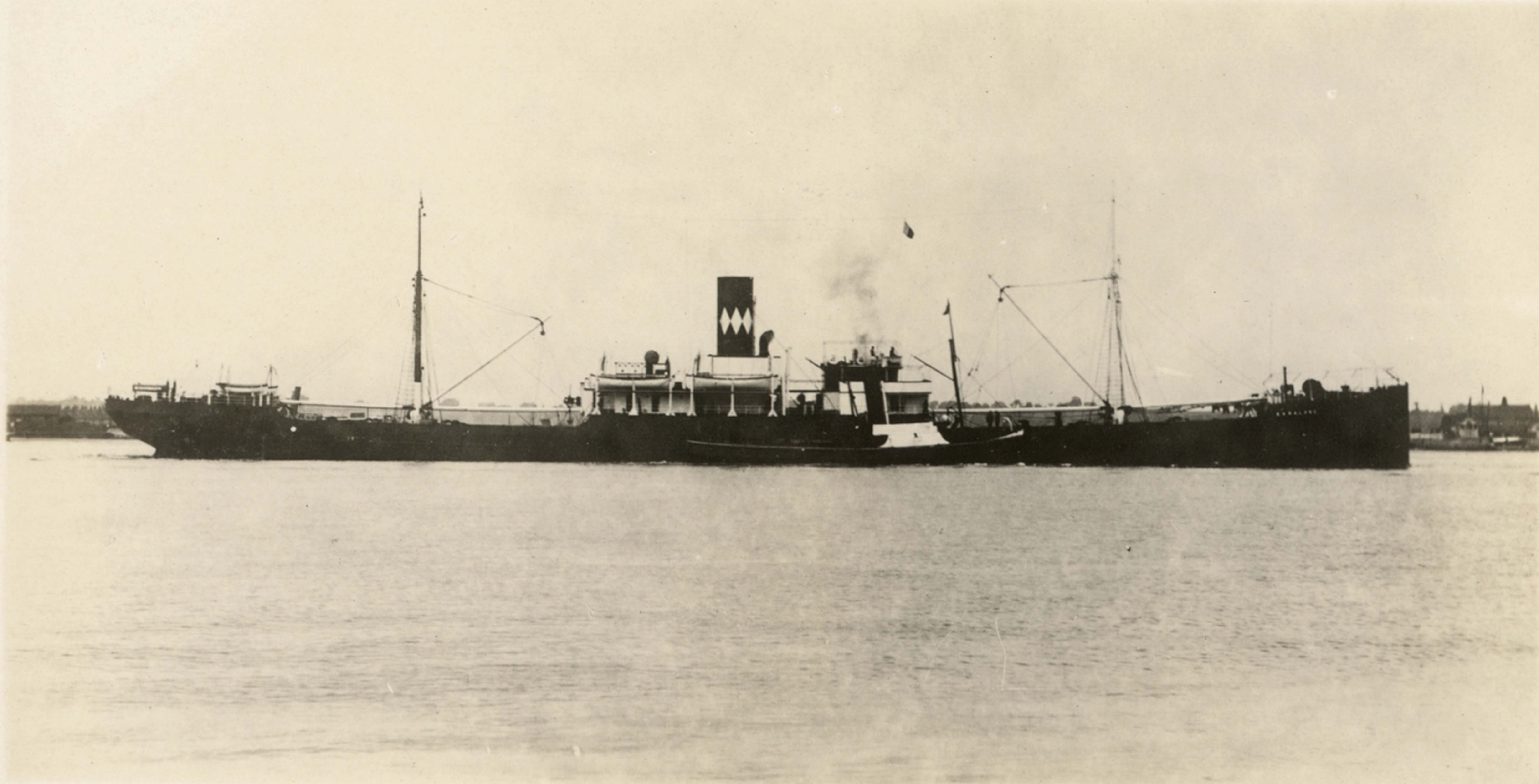
HMS Baralong

Am 19. August 1915 hatte U 27 den Maultiertransporter Nicosian 70 Seemeilen südlich von Queenstown angehalten, als das Boot von der unter US-amerikanischer Flagge fahrenden britischen U-Boot-Falle Baralong überrascht wurde. Die Baralong feuerte aus nur wenigen hundert Metern Entfernung 34 Schüsse auf das U-Boot, das auf Position 50° 25′ N, 8° 15′ W sank. Auch auf etwa ein Dutzend im Wasser treibende Schiffbrüchige wurde auf Befehl des britischen Kommandanten, Godfrey Herbert, weiter geschossen. Dabei kam auch Kapitänleutnant Wegener ums Leben. Vier U-Boot-Fahrer konnten schwimmend die Nicosian erreichen, wurden aber kurz darauf von einem britischen Kommando im Maschinenraum aufgespürt und ebenfalls erschossen.
Deutschland und die Vereinigten Staaten erhoben Vorwürfe gegen dieses mutmaßliche Kriegsverbrechen bzw. das kriegsrechtswidrige Führen des Sternenbanners. Trotz US-amerikanischer Zeugen von der Nicosian wurde der Vorfall jedoch nach 1918 nicht als Kriegsverbrechen bewertet, obwohl er alle Merkmale dafür erfüllte.

### Versenkte Schiffe (Auswahl)
Die folgende Liste enthält Schiffe mit einer Tonnage von mehr als 1000 Bruttoregistertonnen, die von U 27 versenkt wurden:
- Britischer Dampfer Hartdale (3.839 BRT) am 13. März 1915[15]
- Britischer Dampfer Drumcree (4.052 BRT) am 18. Mai 1915[16]
- Britischer Dampfer Dumfries (4.121 BRT) am 19. Mai 1915[17]
- Britisches Segelschiff Glenholm (1.968 BRT) am 21. Mai 1915[18]
- Britischer Dampfer Ben Vrackie (3.908 BRT) am 18. August 1915[19]
- Britischer Dampfer Gladiator (3.359 BRT) am 18. August 1915[20]
- Norwegischer Dampfer Magda (1.063 BRT) am 18. August 1915[21]
- Spanischer Dampfer Peña Castillo (1.718 BRT) am 19. August 1915[22]